# Abborrfiskar
Abborrfiskar (Percidae) är en familj i ordningen abborrartade fiskar som lever i sött och bräckt vatten på norra halvklotet.
Kroppen är hoptryckt från sidorna och beklädd med hårda kamfjäll. Tänderna är starka och spetsiga. De har två ryggfenor som kan vara förenade, dock med en tydlig gräns. Bukfenorna är belägna under bröstfenorna. Familjen omfattar 10 släkten med omkring 200 arter, av vilka abborre, gärs och gös förekommer i Sverige.
Stora arter kan nå en längd upp till 100 cm. Det vetenskapliga namnet är bildat av det grekiska ordet för abborre (perké).

## Släkten
- sanddartersläktet (Ammocrypta) Jordan, 1877. 5 arter
- kristalldartersläktet (Crystallaria) Jordan och Gilbert in Jordan, 1885. 1 art
- slätbuksdartersläktet (Etheostoma) Rafinesque, 1819. 135 arter
- gärssläktet (Gymnocephalus) Bloch, 1793. 4 arter
- abborrsläktet (Perca) Linné, 1758. 3 arter
- percarinasläktet (Percarina) Nordmann, 1840. 1 art
- strävbuksdartersläktet (Percina) Haldeman, 1842. 38 arter
- aspretesläktet (Romanichthys) Dumitrescu, Banarescu och Stoica, 1957. 1 art
- gössläktet (Sander) Oken, 1817. 5 arter
- strebersläktet (Zingel) Cloquet, 1817. 4 arter